# Großlobming
Großlobming ist eine Ortschaft, Katastralgemeinde und ehemalige Gemeinde (bis Ende 2015) mit 1192 Einwohnern (Stand 1. Jänner 2015) im Bezirk Murtal und Gerichtsbezirk Judenburg in der Steiermark. Der Ort befindet sich auf einer Höhe von 641 m und hat eine Fläche von 736,67 ha.
Im Rahmen der steiermärkischen Gemeindestrukturreform wurde Großlobming ab 2015 mit der Gemeinde Kleinlobming zusammengeschlossen,
die neue Gemeinde führte 2015 den Namen Großlobming weiter. Grundlage dafür ist das Steiermärkische Gemeindestrukturreformgesetz – StGsrG. Anfang des Jahres 2016 erfolgte die Umbenennung der Gemeinde in Lobmingtal.

## Geografie
Großlobming liegt rund drei Kilometer südlich des Ortszentrums von Knittelfeld am Murboden, am Eingang des Lobmingbachtals. Das Gemeindegebiet wird im Norden von der Mur begrenzt.

### Gemeindegliederung
Die Gemeinde bestand aus einer einzigen gleichnamigen Katastralgemeinde und Ortschaft. Ortsteile waren Murhof Siedlung II sowie mehrere Einzellagen.

### Ehemalige Nachbargemeinden

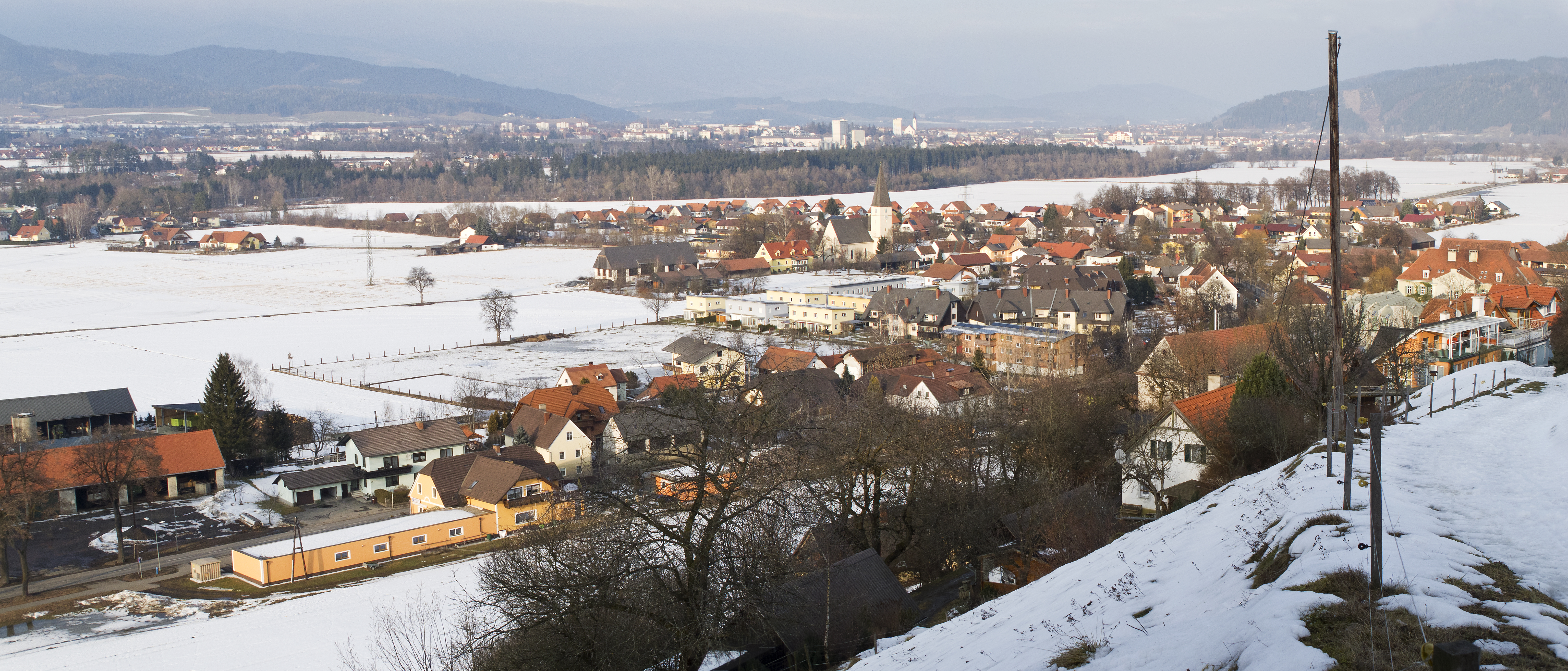
Blick auf Großlobming von Südwesten

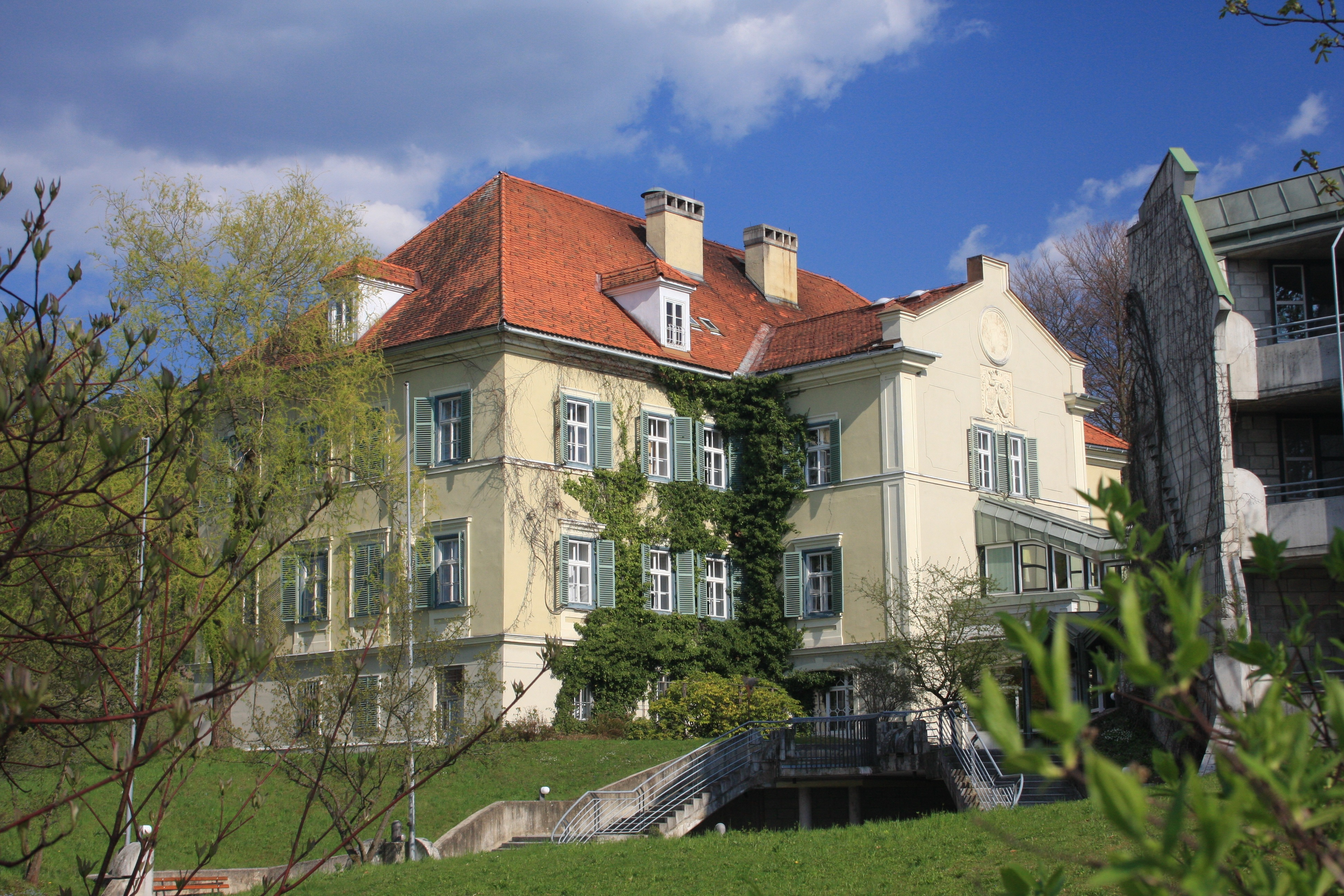
Schloss Großlobming

| Spielberg            | Spielberg                                   | Apfelberg    |
| Spielberg            | Kompassrose, die auf Nachbargemeinden zeigt | Apfelberg    |
| Maria Buch-Feistritz | Kleinlobming                                | Kleinlobming |

## Geschichte
Im Jahre 927 erfolgte die erste Nennung des Gebietes der Lobming in einer Urkunde des Erzbischofs von Salzburg. Seit der Mitte des 12. Jahrhunderts nannten sich die Mitglieder der Sippe immer nach einem der ihnen gehörenden Wehrbauten, meist aber nach ihrem Stammsitz. Die ersten Ritter, die sich „von Lobming“ nannten, wurden im Mai 1149 zu Friesach genannt. Beheimatet waren die Ritter von Lobming in der Burg zu Altlobming (heute Sulzbachgraben). Zahlreiche Sagen und Geschichten ranken um die Ritter von Lobming, die bis in die erste Hälfte des 15. Jahrhunderts eine vorherrschende Stellung hatten.
Nach dem Aussterben der Ritter von Lobming übergab König Friedrich II. die Herrschaft Großlobming dem Wolfgang Zach. Danach besaßen die Ritter von Praunfalk eine Zeit lang das Schloss Großlobming. Der zweite Wehrbau verblieb bei den Welzern und wurde um 1499 an die Vettern Hans und Erasmus von Saurau verkauft. Am 14. September 1730 wurde die Herrschaft Großlobming an Siegmund Graf Welfersheim verkauft. Der nächste Weiterverkauf am 23. April 1755 ans Stift Spital am Pyhrn, das die Herrschaft sofort an Graf Franz Josef Wurmbrand verkaufte.
Im Jahre 1827 kaufte der Industrielle Josef Seßler die Herrschaft Großlobming aus der Wurmbrand’schen Konkursmasse. Am 1. September 1866 erhält Viktor Seßler den Adels- und Ritterstand. Durch seine Heirat mit Helen Freiin von Herzinger ging die Baronie auf ihn über und schrieb Viktor sich fortan Seßler-Herzinger. Durch die kinderlose Ehe von Viktor Felix und Margarete Seßler-Herzinger erbten ihre Neffen Dr. phil. Adalbert Maria Franz Curt August, Freiherr v. Wimpffen und Oberleutnant a. D. und Hans Maria Carl Alfons Gustav, Freiherr v. Wimpffen Gut und Schloss Großlobming.
Das Schloss, im Besitz der Familie Wimpffen, wurde 1979 zum Zwecke der Errichtung einer landwirtschaftlichen Fachschule an die Steiermärkische Landesregierung verkauft und mit einem mehrfach ausgezeichneten neo-expressionistischen Zubau der Architekten Szyszkowitz + Kowalski ergänzt. Parallel zu den Ereignissen der Familie Seßler-Herzinger wurde 1898 das Gut Murhof, das bis dahin in bäuerlichen Händen war, in einen Herrschaftssitz umgewandelt. Berühmtheit erlangte das Gestüt Murhof unter Baron Gustav Hanstein. Die englische Vollblutzucht bis zu Hansteins Tod wurde mit einer Reihe von nationalen und internationalen Trophäen und Pokalen ausgezeichnet.
Im Jahre 2014 verhandelte Red Bull-Eigentümer Dietrich Mateschitz mit der Gemeinde und kaufte ein Jahr später das Schloss, woraus das Luxus-Hotel G'Schlössl Murtal mit entstand.

## Kultur und Sehenswürdigkeiten
- Schloss Großlobming

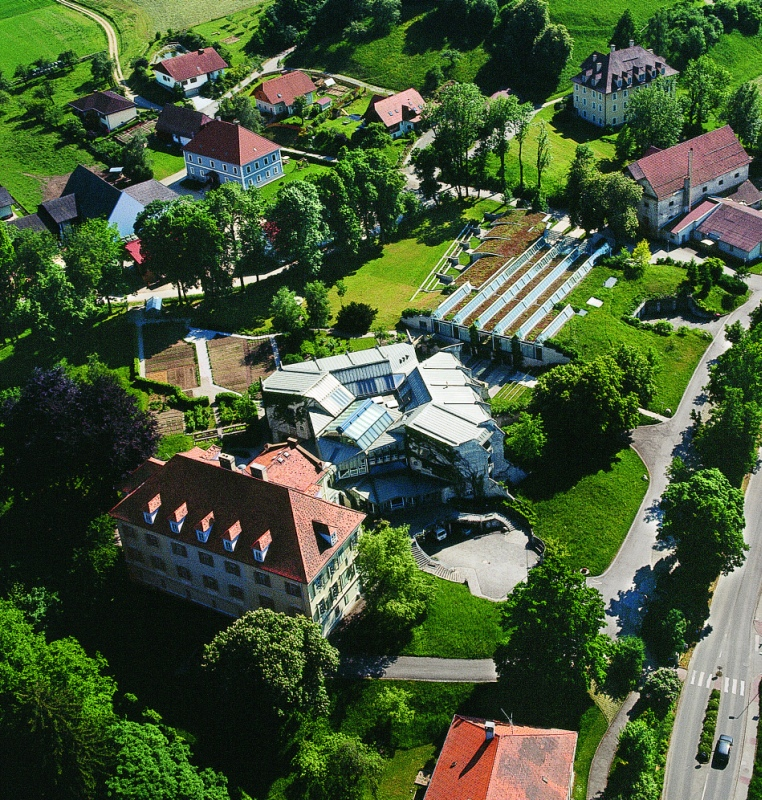
Schloss Großlobming

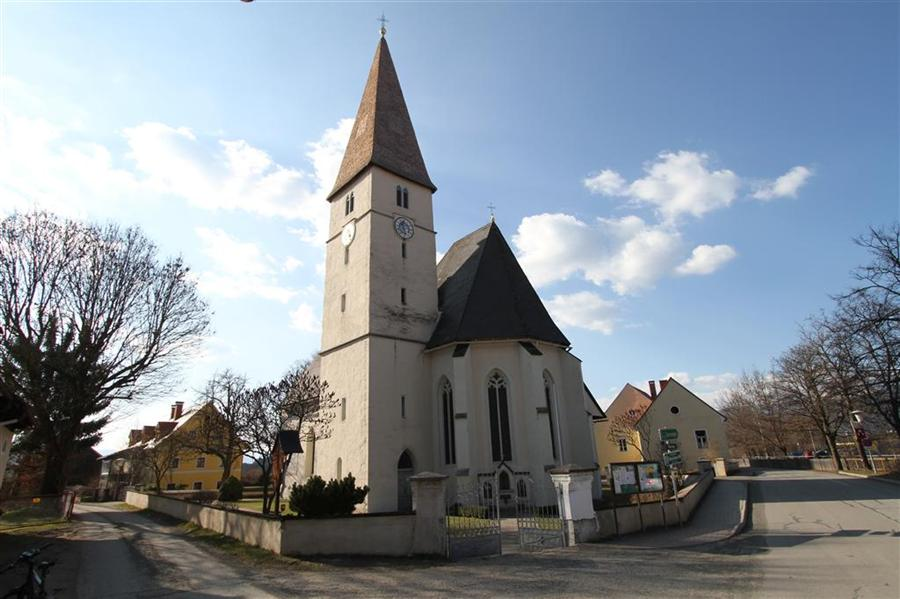
Pfarrkirche Großlobming

- Katholische Pfarrkirche Großlobming hl. Lampert

## Bevölkerung
Die Gemeinde hatte laut Volkszählung 2001 1.031 Einwohner. 98,1 % der Bevölkerung besaßen die österreichische Staatsbürgerschaft. Zur römisch-katholischen Kirche bekannten sich 86,0 % der Einwohner, zur evangelischen Kirche 2,2 %. 10,1 % waren ohne religiöses Bekenntnis.
Großlobming ist eine Wohnsitzgemeinde. Das heißt, dass die meisten Einwohner Großlobmings in die umliegenden Städte wie Knittelfeld, Zeltweg oder Judenburg pendeln.

## Wirtschaft und Infrastruktur
Laut Arbeitsstättenzählung 2001 gab es 32 Arbeitsstätten mit 144 Beschäftigten in der Gemeinde sowie 373 Auspendler und 93 Einpendler. Es gab 19 land- und forstwirtschaftliche Betriebe (davon 8 im Haupterwerb), die zusammen 657 ha bewirtschafteten (1999).
Großlobming besitzt einen ADEG-Markt.
Ein wichtiger Wirtschaftsfaktor für Großlobming ist die Fachschule für Land- und Ernährungswirtschaft (FSLE) im Schloss Großlobming.
Die Verkehrserschließung erfolgt über die Landesstraßen Lobmingerstraße L 504 und Möbersdorferstraße L 543.

## Persönlichkeiten

### Söhne und Töchter der Gemeinde
- Ferdinand Amersin (1838 – nach 1894), Schriftsteller und Arzt
- Alfred Seebacher-Mesaritsch (1925–1998), Schriftsteller und Lokalhistoriker
- Werner Kopacka (1950–2015), Journalist und Autor
- Benjamin Vollmann (1998), Moderator und Kommentator